# Derbi de Viena
El Derbi de Viena (en alemán: Wiener Derby) es un partido de fútbol de gran rivalidad entre los clubes del FK Austria Wien y el SK Rapid Wien, ambos de la capital austriaca de Viena. Los dos equipos son los más laureados del fútbol austríaco, ya que ha ganado más títulos de liga y copas nacionales que cualquier otro equipo. También son dos de los clubes más populares de Austria, con aficionados en todo el país.
El primer encuentro entre ambos clubes fue disputado el 8 de septiembre de 1911, cuando el Austria Viena derrotó al Rapid Viena 4-1. Se han jugado un total de 339 partidos oficiales y el Rapid ha resultado vencedor en 138 ocasiones, el Austria ha ganado 120 partidos y 81 han terminado en empate. El partido es el derbi de ciudad más jugado en Europa después de la Old Firm.

## Historia
El Rapid Viena fue fundado en 1899 como el club de los trabajadores ferroviarios de Viena, mientras que el Austria Viena fue fundado en 1911. Ambos proceden de la zona de Hietzing, en el distrito 13, ubicado al oeste de Viena. Sin embargo, en la actualidad el Austria juega en el Franz-Horr-Stadion, en la zona de Favoriten (distrito 10) al sur de Viena, mientras que el Rapid tiene su sede en el oeste de la ciudad, en Penzing (distrito 14) donde se encuentra el Gerhard Hanappi Stadion.

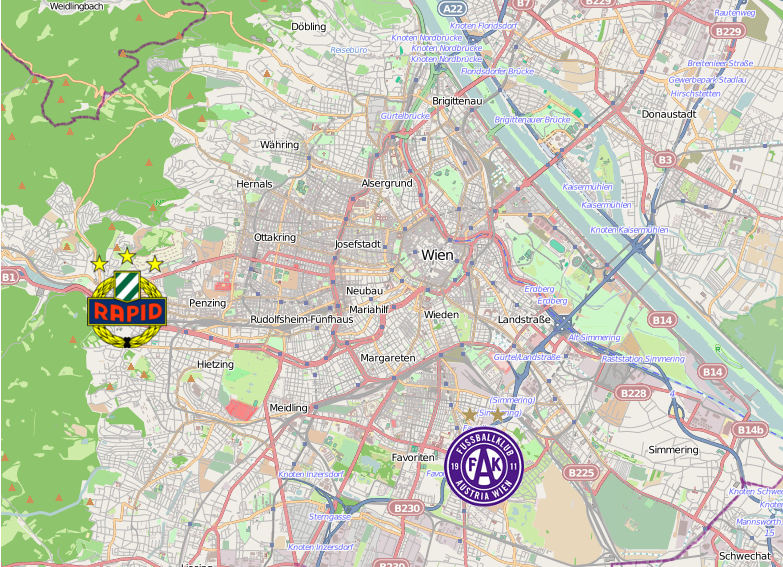
Mapa de Viena que muestra la localización del FK Austria y el SK Rapid.

El apoyo de sus aficionados se divide, principalmente, a lo largo de la división geográfica del norte y oeste (Rapid) y sur (Austria). No obstante, ambos clubes tienen seguidores en toda la ciudad y en todo el país.
El factor clase ha sido citado como un medio tradicional de apoyo. El Rapid cuenta con el apoyo de las clases trabajadoras, mientras que el Austria era el equipo de los burgueses de Viena —fue fundado con jugadores del Vienna Cricket and Football-Club—. El Rapid fue fundado como el Primer Club de Trabajadores de Viena, en comparación con el Austria, que fue fundado como Sociedad Deportiva Amateur de Viena e incorporó un requisito mínimo de inteligencia en sus estatutos fundacionales. La división de clase se refleja, también, en el hecho de que, en la actualidad, el Rapid es uno de los dos clubes de Austria propiedad de sus aficionados. El Austria Viena, en cambio, era propiedad de Frank Stronach hasta 2008, cuando cambió su nombre a Austria Memphis Magna y, finalmente, volvió a Austria Wien.
Los primeros años del fútbol austriaco fue dominado por los clubes de Viena y el derbi vienés, como se le conoce hoy, fue disputado por muchos clubes diferentes, sobre todo el Rapid, First Vienna, que se encuentran en el norte del distrito 19, y el SK Admira Viena del distrito 21, también al norte de la ciudad. Los tres equipos dominaron totalmente el fútbol austriaco al ganar cada título del periodo 1927-1946, pero el Admira, posteriormente, se fusionó con otros clubes y con el tiempo se trasladó a Mödling, un pueblo al sur de Viena. Mientras tanto, el First Vienna entró en decadencia después de la década de 1950 y desde entonces está muy lejos de la élite. El Austria Viena se convirtió en el principal rival del Rapid Viena en la década de 1960, cuando los dos comenzaron a dominar el fútbol austriaco.
La fuerte presencia policial en los partidos es fundamental para mantener el orden de los derbis por la alta tensión que se vive en el estadio. En 2007, cuatro policías resultaron heridos durante los enfrentamientos entre aficiones rivales. En 2011, un derbi tuvo que ser detenido después de que los seguidores del Rapid Viena invadiesen el terreno de juego.

## Resumen
Actualizado al 1 de septiembre de 2019.
|                      | PJ  | PG A. | PE | PG R. | G. A. | G. R. |
| -------------------- | --- | ----- | -- | ----- | ----- | ----- |
| Bundesliga           | 297 | 101   | 71 | 125   | 448   | 547   |
| Copa de Austria      | 33  | 18    | 3  | 12    | 77    | 67    |
| Supercopa de Austria | 1   | 0     | 0  | 1     | 1     | 3     |
| Total                | 331 | 119   | 74 | 138   | 526   | 617   |

## Partidos
Liga
En la lista no se incluyen los partidos de Copa y Supercopa de Austria.
| Temporada | Fecha      | Local   | Resultado | Asistencia |
| --------- | ---------- | ------- | --------- | ---------- |
| 1911-12   | 08-09-1911 | Austria | 1 – 4     |            |
| 1911-12   | 09-06-1912 | Austria | 3 – 0     |            |
| 1912-13   | 01-09-1912 | Rapid   | 3 – 0     |            |
| 1912-13   | 09-03-1913 | Austria | 1 – 4     | 4,000      |
| 1913-14   | 31-08-1913 | Rapid   | 4 – 0     |            |
| 1913-14   | 19-04-1914 | Austria | 1 – 2     |            |
| 1914-15   | 27-06-1915 | Rapid   | 4 – 1     |            |
| 1915-16   | 05-12-1915 | Austria | 0 – 4     |            |
| 1915-16   | 02-07-1916 | Rapid   | 9 – 0     |            |
| 1916-17   | 08-10-1916 | Rapid   | 4 – 1     |            |
| 1916-17   | 29-04-1917 | Austria | 1 – 2     |            |
| 1918-19   | 11-11-1917 | Austria | 1 – 0     |            |
| 1918-19   | 23-06-1918 | Rapid   | 6 – 1     |            |
| 1918-19   | 13-10-1918 | Rapid   | 1 – 2     |            |
| 1918-19   | 30-03-1919 | Austria | 0 – 2     | 2,000      |
| 1919-20   | 24-08-1919 | Rapid   | 1 – 2     |            |
| 1919-20   | 25-04-1920 | Austria | 2 – 3     | 15,000     |
| 1920-21   | 24-10-1920 | Rapid   | 1 – 0     | 10,000     |
| 1920-21   | 29-06-1921 | Austria | 1 – 1     | 25,000     |
| 1921-22   | 08-12-1921 | Austria | 2 – 3     | 18,000     |
| 1921-22   | 05-03-1922 | Austria | 2 – 1     | 20,000     |
| 1922-23   | 15-10-1922 | Rapid   | 3 – 7     | 50,000     |
| 1922-23   | 03-06-1923 | Austria | 3 – 01    | 30,000     |
| 1923-24   | 16-09-1923 | Rapid   | 3 – 1     | 40,000     |
| 1923-24   | 30-03-1924 | Austria | 2 – 2     | 45,000     |
| 1924-25   | 23-11-1924 | Rapid   | 3 – 0     | 25,000     |
| 1924-25   | 01-03-1925 | Austria | 1 – 3     | 27,000     |
| 1925-26   | 15-11-1925 | Austria | 5 – 1     | 15,000     |
| 1925-26   | 09-05-1926 | Rapid   | 0 – 5     | 25,000     |
| 1926-27   | 22-08-1926 | Rapid   | 4 – 1     | 21,000     |
| 1926-27   | 06-03-1927 | Austia  | 2 – 1     | 18,000     |
| 1927-28   | 09-10-1927 | Austria | 1 – 2     | 16,000     |
| 1927-28   | 04-03-1928 | Rapid   | 4 – 2     | 12,500     |
| 1928-29   | 25-11-1928 | Rapid   | 2 – 2     | 15,000     |
| 1928-29   | 05-06-1929 | Austria | 1 – 3     | 11,000     |
| 1929-30   | 03-11-1929 | Austria | 2 – 4     | 18,000     |
| 1929-30   | 02-03-1930 | Rapid   | 4 – 8     | 20,000     |
| 1930-31   | 31-08-1930 | Austria | 4 – 2     | 16,000     |
| 1930-31   | 10-05-1931 | Rapid   | 4 – 3     | 8,000      |
| 1931-32   | 06-09-1931 | Rapid   | 5 – 3     | 17,000     |
| 1931-32   | 12-06-1932 | Austria | 2 – 3     | 16,000     |
| 1932-33   | 20-11-1932 | Austria | 2 – 0     | 11,000     |
| 1932-33   | 02-04-1933 | Rapid   | 2 – 0     | 30,000     |
| 1933-34   | 24-09-1933 | Austria | 1 – 0     | 30,000     |
| 1933-34   | 06-05-1934 | Rapid   | 3 – 02    | 16,000     |
| 1934-35   | 30-09-1934 | Austria | 1 – 3     | 20,000     |
| 1934-35   | 26-05-1935 | Rapid   | 5 – 2     | 6,000      |
| 1935-36   | 17-11-1935 | Austria | 0 – 2     | 15,000     |
| 1935-36   | 10-05-1936 | Rapid   | 2 – 3     | 9,000      |
| 1936-37   | 20-09-1936 | Rapid   | 1 – 1     | 16,000     |
| 1936-37   | 16-05-1937 | Austria | 5 – 03    | 14,000     |
| 1937-38   | 07-11-1937 | Austria | 1 – 2     | 20,000     |
| 1937-38   | 06-03-1938 | Rapid   | 3 – 0     | 21,000     |
| 1938-39   | 16-10-1938 | Rapid   | 5 – 1     | 8,000      |
| 1938-39   | 05-03-1939 | Austria | 4 – 0     | 38,000     |
| 1939-40   | 05-11-1939 | Rapid   | 9 – 2     | 7,000      |
| 1939-40   | 04-02-1940 | Austria | 1 – 4     | 8,500      |
| 1940-41   | 27-10-1940 | Austria | 0 – 3     | 20,000     |
| 1940-41   | 30-03-1941 | Rapid   | 1 – 0     | 20,000     |
| 1941-42   | 11-10-1941 | Rapid   | 2 – 2     | 12,000     |
| 1941-42   | 22-03-1942 | Austria | 3 – 4     | 15,000     |
| 1942-43   | 12-09-1942 | Austria | 1 – 10    | 22,000     |
| 1942-43   | 06-12-1942 | Rapid   | 2 – 6     | 8,500      |
| 1943-44   | 12-09-1943 | Rapid   | 1 – 2     | 25,000     |
| 1943-44   | 26-03-1944 | Austria | 2 – 0     | 7,000      |
| 1944-45   | 15-10-1944 | Austria | 1 – 2     | 15,000     |
| 1945-46   | 04-11-1945 | Rapid   | 0 – 0     | 22,000     |
| 1945-46   | 26-05-1946 | Austria | 1 – 5     | 40,000     |
| 1946-47   | 29-09-1946 | Austria | 0 – 3     | 31,000     |
| 1946-47   | 30-03-1947 | Rapid   | 2 – 3     | 35,000     |
| 1947-48   | 23-11-1947 | Rapid   | 7 – 2     | 55,000     |
| 1947-48   | 06-06-1948 | Austria | 2 – 2     | 44,000     |
| 1948-49   | 24-10-1948 | Rapid   | 1 – 2     | 42,000     |
| 1948-49   | 29-05-1949 | Austria | 5 – 3     | 50,000     |
| 1949-50   | 23-10-1949 | Austria | 4 – 4     | 45,000     |
| 1949-50   | 30-04-1950 | Rapid   | 4 – 2     | 54,569     |
| 1950-51   | 17-09-1950 | Austria | 5 – 7     | 53,000     |
| 1950-51   | 01-04-1951 | Rapid   | 3 – 1     | 60,000     |
| 1951-52   | 26-08-1951 | Austria | 5 – 3     | 53,000     |
| 1951-52   | 09-03-1952 | Rapid   | 3 – 1     | 45,000     |
| 1952-53   | 26-10-1952 | Austria | 2 – 1     | 24,000     |
| 1952-53   | 10-05-1953 | Rapid   | 4 – 1     | 33,000     |
| 1953-54   | 06-09-1953 | Austria | 4 – 3     | 58,000     |
| 1953-54   | 07-03-1954 | Rapid   | 3 – 0     | 52,000     |
| 1954-55   | 05-09-1954 | Austria | 2 – 1     | 35,000     |
| 1954-55   | 06-03-1955 | Rapid   | 3 – 3     | 11,000     |
| 1955-56   | 23-10-1955 | Austria | 1 – 3     | 30,000     |
| 1955-56   | 10-05-1956 | Rapid   | 5 – 3     | 24,000     |
| 1956-57   | 07-10-1956 | Rapid   | 4 – 1     | 30,000     |
| 1956-57   | 12-05-1957 | Austria | 2 – 3     | 25,500     |
| 1957-58   | 10-11-1957 | Rapid   | 4 – 0     | 30,000     |
| 1957-58   | 27-04-1958 | Austria | 1 – 1     | 5,500      |
| 1958-59   | 13-12-1958 | Austria | 1 – 4     | 10,000     |
| 1958-59   | 20-06-1959 | Rapid   | 2 – 1     | 18,000     |

| Temporada | Fecha      | Local   | Resultado | Asistencia |
| --------- | ---------- | ------- | --------- | ---------- |
| 1959-60   | 16-10-1960 | Rapid   | 1 – 2     | 25,000     |
| 1959-60   | 05-03-1960 | Austria | 1 – 3     | 17,000     |
| 1960-61   | 16-10-1960 | Rapid   | 2 – 2     | 25,000     |
| 1960-61   | 22-04-1961 | Austria | 2 – 1     | 17,000     |
| 1961-62   | 02-09-1961 | Rapid   | 1 – 2     | 64,000     |
| 1961-62   | 10-03-1962 | Austria | 2 – 0     | 45,000     |
| 1962-63   | 08-12-1962 | Austria | 0 – 0     | 42,000     |
| 1962-63   | 12-06-1963 | Rapid   | 3 – 0     | 21,000     |
| 1963-64   | 03-11-1963 | Austria | 3 – 2     | 40,000     |
| 1963-64   | 10-05-1964 | Rapid   | 2 – 2     | 25,000     |
| 1964-65   | 17-10-1964 | Rapid   | 1 – 0     | 23,000     |
| 1964-65   | 10-04-1965 | Austria | 3 – 1     | 20,000     |
| 1965-66   | 13-11-1965 | Austria | 0 – 1     | 30,000     |
| 1965-66   | 14-05-1966 | Rapid   | 3 – 2     | 22,000     |
| 1966-67   | 13-11-1966 | Austria | 0 – 1     | 35,000     |
| 1966-67   | 01-09-1968 | Rapid   | 4 – 0     | 33,000     |
| 1967-68   | 09-03-1967 | Rapid   | 1 – 2     | 22,000     |
| 1967-68   | 01-09-1968 | Austria | 0 – 3     | 60,000     |
| 1968-69   | 15-12-1968 | Rapid   | 4 – 3     | 28,000     |
| 1968-69   | 20-06-1969 | Austria | 0 – 2     | 7,000      |
| 1969-70   | 11-10-1969 | Rapid   | 0 – 6     | 16,000     |
| 1969-70   | 18-04-1970 | Austria | 2 – 2     | 15,000     |
| 1970-71   | 28-11-1970 | Austria | 1 – 1     | 12,000     |
| 1970-71   | 13-06-1971 | Rapid   | 4 – 1     | 19,000     |
| 1971-72   | 18-08-1972 | Rapid   | 0 – 1     | 12,000     |
| 1971-72   | 13-05-1972 | Austria | 2 – 1     | 17,574     |
| 1972-73   | 18-08-1972 | Rapid   | 1 – 0     | 25,000     |
| 1972-73   | 24-03-1973 | Austria | 2 – 2     | 22,000     |
| 1973-74   | 29-09-1973 | Austria | 1 – 1     | 30,000     |
| 1973-74   | 12-04-1974 | Rapid   | 4 – 0     | 30,000     |
| 1974-75   | 13-09-1974 | Austria | 1 – 3     | 40,000     |
| 1974-75   | 21-09-1974 | Rapid   | 2 – 0     | 27,000     |
| 1974-75   | 12-04-1975 | Rapid   | 1 – 3     | 22,000     |
| 1974-75   | 19-04-1977 | Austria | 1 – 0     | 12,000     |
| 1975-76   | 27-09-1975 | Rapid   | 1 – 1     | 18,000     |
| 1975-76   | 04-10-1975 | Austria | 1 – 1     | 14,000     |
| 1975-76   | 27-03-1976 | Rapid   | 4 – 1     | 22,000     |
| 1975-76   | 22-05-1977 | Austria | 4 – 1     | 11,600     |
| 1976-77   | 14-08-1976 | Austria | 3 – 2     | 13,500     |
| 1976-77   | 20-08-1976 | Rapid   | 0 – 1     | 14,000     |
| 1976-77   | 05-03-1977 | Austria | 1 – 1     | 13,500     |
| 1976-77   | 10-05-1977 | Rapid   | 1 – 0     | 14,000     |
| 1977-78   | 04-10-1977 | Austria | 3 – 2     | 11,000     |
| 1977-78   | 11-12-1977 | Rapid   | 0 – 1     | 15,000     |
| 1977-78   | 05-03-1978 | Austria | 3 – 0     | 16,000     |
| 1977-78   | 06-05-1978 | Rapid   | 0 – 0     | 12,000     |
| 1978-79   | 18-08-1978 | Rapid   | 3 – 1     | 20,000     |
| 1978-79   | 22-10-1978 | Austria | 5 – 1     | 22,000     |
| 1978-79   | 24-02-1979 | Rapid   | 1 – 2     | 13,000     |
| 1978-79   | 28-04-1979 | Austria | 4 – 1     | 6,000      |
| 1979-80   | 06-10-1979 | Rapid   | 0 – 0     | 18,000     |
| 1979-80   | 16-02-1980 | Austria | 0 – 0     | 8,500      |
| 1979-80   | 12-04-1980 | Rapid   | 1 – 1     | 19,000     |
| 1979-80   | 07-06-1980 | Austria | 3 – 2     | 17,100     |
| 1980-81   | 20-09-1980 | Rapid   | 2 – 5     | 20,000     |
| 1980-81   | 19-11-1980 | Austria | 3 – 1     | 8,800      |
| 1980-81   | 28-03-1981 | Rapid   | 5 – 1     | 20,000     |
| 1980-81   | 05-06-1981 | Austria | 0 – 0     | 30,000     |
| 1981-82   | 05-09-1981 | Rapid   | 1 – 1     | 18,000     |
| 1981-82   | 18-11-1981 | Austria | 0 – 1     | 11,000     |
| 1981-82   | 27-02-1982 | Rapid   | 0 – 2     | 13,000     |
| 1981-82   | 04-05-1982 | Austria | 0 – 3     | 29,000     |
| 1982-83   | 27-08-1982 | Rapid   | 0 – 0     | 20,000     |
| 1982-83   | 12-05-1983 | Austria | 0 – 34    | 28,000     |
| 1983-84   | 24-09-1983 | Austria | 0 – 0     | 28,000     |
| 1983-84   | 07-04-1984 | Rapid   | 4 – 1     | 16,000     |
| 1984-85   | 03-11-1984 | Rapid   | 2 – 2     | 20,000     |
| 1984-85   | 10-05-1985 | Austria | 1 – 0     | 10,000     |
| 1985-86   | 31-08-1985 | Austria | 0 – 0     | 8,500      |
| 1985-86   | 16-11-1985 | Austria | 1 – 5     | 15,500     |
| 1985-86   | 05-04-1986 | Rapid   | 2 – 0     | 14,500     |
| 1985-86   | 23-05-1986 | Austria | 1 – 3     | 11,000     |
| 1986-87   | 11-09-1986 | Rapid   | 2 – 2     | 15,500     |
| 1986-87   | 15-11-1986 | Austria | 1 – 1     | 17,500     |
| 1986-87   | 11-04-1987 | Rapid   | 1 – 3     | 17,500     |
| 1986-87   | 06-05-1987 | Austria | 0 – 2     | 17,000     |
| 1987-88   | 11-09-1987 | Austria | 1 – 2     | 22,000     |
| 1987-88   | 28-11-1987 | Rapid   | 1 – 2     | 7,518      |
| 1987-88   | 02-04-1988 | Austria | 4 – 2     | 10,500     |
| 1987-88   | 27-05-1988 | Rapid   | 2 – 4     | 8,200      |
| 1988-89   | 03-09-1988 | Rapid   | 0 – 3     | 11,000     |
| 1988-89   | 27-09-1988 | Austria | 1 – 0     | 11,000     |
| 1988-89   | 31-03-1989 | Rapid   | 0 – 0     | 16,000     |
| 1988-89   | 03-06-1989 | Austria | 2 – 1     | 4,500      |
| 1989-90   | 11-08-1990 | Austria | 1 – 4     | 25,000     |
| 1989-90   | 04-11-1989 | Rapid   | 5 – 2     | 8,000      |
| 1989-90   | 10-03-1990 | Rapid   | 6 – 3     | 12,000     |
| 1989-90   | 02-06-1991 | Austria | 0 – 0     | 9,000      |
| 1990-91   | 28-08-1990 | Rapid   | 2 – 0     | 15,500     |
| 1990-91   | 06-10-1990 | Austria | 0 – 3     | 15,000     |
| 1990-91   | 23-03-1991 | Rapid   | 2 – 1     | 16,000     |
| 1990-91   | 02-06-1991 | Austria | 2 – 1     | 16,000     |

| Temporada | Fecha      | Local   | Resultado | Asistencia |
| --------- | ---------- | ------- | --------- | ---------- |
| 1991-92   | 31-07-1991 | Rapid   | 1 – 1     | 19,500     |
| 1991-92   | 05-10-1991 | Austria | 5 – 1     | 13,000     |
| 1991-92   | 04-04-1992 | Rapid   | 1 – 0     | 18,500     |
| 1991-92   | 23-05-1992 | Austria | 2 – 1     | 16,000     |
| 1992-93   | 01-08-1992 | Rapid   | 0 – 0     | 8,500      |
| 1992-93   | 07-10-1992 | Austria | 2 – 1     | 16,000     |
| 1992-93   | 17-04-1993 | Rapid   | 1 – 5     | 14,500     |
| 1992-93   | 12-06-1993 | Austria | 4 – 0     | 27,000     |
| 1993-94   | 11-08-1993 | Rapid   | 0 – 3     | 18,500     |
| 1993-94   | 09-10-1993 | Austria | 2 – 1     | 15,000     |
| 1993-94   | 12-03-1994 | Rapid   | 1 – 1     | 17,000     |
| 1993-94   | 11-08-1995 | Austria | 2 – 0     | 8,000      |
| 1994-95   | 20-08-1994 | Austria | 1 – 1     | 7,900      |
| 1994-95   | 23-10-1994 | Rapid   | 3 – 1     | 14,500     |
| 1994-95   | 25-03-1995 | Austria | 1 – 1     | 22,000     |
| 1994-95   | 28-05-1995 | Rapid   | 1 – 3     | 18,000     |
| 1995-96   | 05-08-1995 | Rapid   | 1 – 0     | 10,000     |
| 1995-96   | 14-10-1995 | Austria | 4 – 1     | 23,000     |
| 1995-96   | 07-04-1996 | Rapid   | 0 – 1     | 18,000     |
| 1995-96   | 25-05-1996 | Austria | 0 – 2     | 23,000     |
| 1996-97   | 11-08-1996 | Rapid   | 1 – 1     | 15,000     |
| 1996-97   | 23-10-1996 | Austria | 0 – 2     | 18,000     |
| 1996-97   | 09-03-1997 | Rapid   | 3 – 0     | 15,000     |
| 1996-97   | 04-05-1998 | Austria | 0 – 0     | 20,000     |
| 1997-98   | 15-08-1997 | Austria | 0 – 3     | 30,000     |
| 1997-98   | 16-11-1997 | Rapid   | 2 – 0     | 13,500     |
| 1997-98   | 06-03-1998 | Austria | 1 – 1     | 14,000     |
| 1997-98   | 02-05-1998 | Rapid   | 0 – 0     | 10,000     |
| 1998-99   | 08-09-1998 | Austria | 0 – 1     | 18,000     |
| 1998-99   | 15-11-1998 | Rapid   | 3 – 1     | 11,300     |
| 1998-99   | 16-03-1999 | Austria | 1 – 1     | 11,500     |
| 1998-99   | 11-05-1999 | Rapid   | 0 – 0     | 14,200     |
| 1999-2000 | 31-07-1999 | Austria | 0 – 3     | 16,000     |
| 1999-2000 | 16-10-1999 | Rapid   | 2 – 0     | 16,000     |
| 1999-2000 | 03-03-2000 | Rapid   | 1 – 0     | 18,500     |
| 1999-2000 | 09-05-2000 | Austria | 3 – 0     | 10,347     |
| 2000-01   | 13-08-2000 | Rapid   | 1 – 1     | 18,300     |
| 2000-01   | 01-11-2000 | Austria | 3 – 2     | 11,000     |
| 2000-01   | 04-03-2001 | Austria | 2 – 0     | 10,900     |
| 2000-01   | 06-05-2001 | Rapid   | 2 – 0     | 14,400     |
| 2001-02   | 12-08-2001 | Austria | 2 – 1     | 9,536      |
| 2001-02   | 25-11-2001 | Rapid   | 1 – 1     | 6,718      |
| 2001-02   | 06-03-2002 | Rapid   | 1 – 1     | 12,204     |
| 2001-02   | 24-04-2002 | Austria | 1 – 1     | 10,376     |
| 2002-03   | 07-08-2002 | Austria | 1 – 1     | 11,500     |
| 2002-03   | 27-10-2002 | Rapid   | 1 – 2     | 18,500     |
| 2002-03   | 09-03-2003 | Rapid   | 1 – 1     | 15,800     |
| 2002-03   | 18-05-2003 | Austria | 0 – 0     | 10,780     |
| 2003-04   | 17-08-2003 | Rapid   | 2 – 2     | 18,500     |
| 2003-04   | 29-10-2003 | Austria | 2 – 0     | 11,800     |
| 2003-04   | 13-03-2004 | Austria | 1 – 1     | 11,500     |
| 2003-04   | 02-05-2004 | Rapid   | 1 – 2     | 18,000     |
| 2004-05   | 01-08-2004 | Austria | 1 – 1     | 11,800     |
| 2004-05   | 24-10-2004 | Rapid   | 1 – 1     | 17,500     |
| 2004-05   | 13-03-2005 | Austria | 1 – 0     | 11,000     |
| 2004-05   | 26-05-2005 | Rapid   | 0 – 1     | 46,000     |
| 2005-06   | 07-08-2005 | Rapid   | 3 – 1     | 17,467     |
| 2005-06   | 23-10-2005 | Austria | 0 – 2     | 9,976      |
| 2005-06   | 05-03-2006 | Rapid   | 0 – 3     | 19,262     |
| 2005-06   | 23-04-2006 | Austria | 3 – 1     | 10,910     |
| 2006-07   | 12-08-2006 | Austria | 0 – 0     | 9,998      |
| 2006-07   | 04-11-2006 | Rapid   | 1 – 1     | 16,504     |
| 2006-07   | 04-03-2007 | Austria | 2 – 1     | 10,534     |
| 2006-07   | 08-05-2007 | Rapid   | 3 – 0     | 16,063     |
| 2007-08   | 05-08-2007 | Rapid   | 0 – 0     | 16,328     |
| 2007-08   | 21-10-2007 | Austria | 2 – 2     | 10,318     |
| 2007-08   | 25-11-2007 | Austria | 0 – 0     | 9,526      |
| 2007-08   | 18-03-2008 | Rapid   | 2 – 0     | 16,088     |
| 2008-09   | 24-08-2008 | Rapid   | 3 – 0     | 17,000     |
| 2008-09   | 11-11-2008 | Austria | 2 – 0     | 12,200     |
| 2008-09   | 07-12-2008 | Austria | 2 – 2     | 12,300     |
| 2008-09   | 26-04-2009 | Rapid   | 3 – 2     | 17,500     |
| 2009-10   | 30-08-2009 | Austria | 1 – 1     | 13,100     |
| 2009-10   | 22-11-2009 | Rapid   | 4 – 1     | 17,800     |
| 2009-10   | 14-03-2010 | Rapid   | 2 – 0     | 17,000     |
| 2009-10   | 05-05-2010 | Austria | 1 – 0     | 13,500     |
| 2010-11   | 12-09-2010 | Rapid   | 0 – 1     | 17,800     |
| 2010-11   | 28-11-2010 | Austria | 0 – 1     | 11,825     |
| 2010-11   | 13-03-2011 | Austria | 0 – 1     | 13,100     |
| 2010-11   | 22-05-2011 | Rapid   | 0 – 35    | 17,500     |
| 2011-12   | 21-08-2011 | Rapid   | 0 – 3     | 32,400     |
| 2011-12   | 23-10-2011 | Austria | 1 – 1     | 12,179     |
| 2011-12   | 18-02-2012 | Rapid   | 0 – 0     | 29,400     |
| 2011-12   | 15-04-2012 | Austria | 0 – 0     | 12,300     |
| 2012-13   | 05-08-2012 | Rapid   | 0 – 3     | 17,500     |
| 2012-13   | 21-10-2012 | Austria | 2 – 0     | 12,500     |
| 2012-13   | 17-02-2013 | Rapid   | 1 – 2     | 16,711     |
| 2012-13   | 21-04-2013 | Austria | 0 – 0     | 10,911     |

- 1 Abandonado después de 30 minutos cuando el marcador era de 2 – 0.[2]
- 2 Austria abandonó a los 67 minutos cuando el marcador era de 2 – 2.[3]
- 3 Abandonado después de 80 minutos.[4]
- 4 El partido del 12 de mayo de 1983 fue un partido de desempate del celebrado el 26 de marzo de 1983 (resultado final 0 – 1) pero fue anulado.[5]
- 5 El partido del 22 de mayo de 2011 fue concedido como ganado al Austria por un marcador de 0–3.[6] El partido original fue suspendido a los 26 minutos con 0–2 de ventaja para el Austria cuando los hinchas radicales del Rapid invadieron el terreno de juego.[7]

### Máximos goleadores

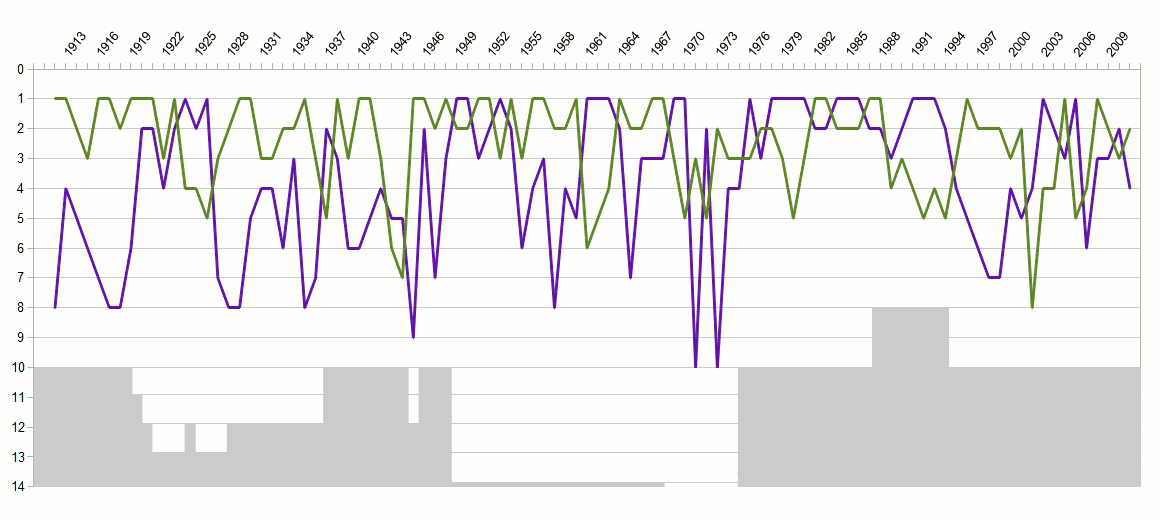
Tabla que muestra las posiciones finales en liga del FK Austria y SK Rapid desde 1912 hasta 2012.

|                    | Jugador          | Club(es)     | Liga | Copa | Supercopa | Total |
| ------------------ | ---------------- | ------------ | ---- | ---- | --------- | ----- |
| Bandera de Austria | Franz Binder     | Rapid Wien   | 21   | 0    | 0         | 21    |
| Bandera de Austria | Hans Krankl      | Rapid Wien   | 19   | 1    | 0         | 20    |
| Bandera de Austria | Franz Weselik    | Rapid Wien   | 17   | 0    | 0         | 17    |
| Bandera de Austria | Edi Bauer        | Rapid Wien   | 15   | 0    | 0         | 15    |
| Bandera de Austria | Robert Dienst    | Rapid Wien   | 14   | 1    | 0         | 15    |
| Bandera de Austria | Ernst Stojaspal  | Austria Wien | 11   | 3    | 0         | 14    |
| Bandera de Croacia | Zlatko Kranjčar  | Rapid Wien   | 9    | 4    | 1         | 14    |
| Bandera de Austria | Matthias Kaburek | Rapid Wien   | 12   | 0    | 0         | 12    |
| Bandera de Austria | Toni Polster     | Austria Wien | 7    | 4    | 1         | 12    |
| Bandera de Austria | Robert Körner    | Rapid Wien   | 11   | 0    | 0         | 11    |
| Bandera de Austria | Ferdinand Wesely | Rapid Wien   | 11   | 0    | 0         | 11    |
| Bandera de Austria | Andreas Ogris    | Austria Wien | 10   | 1    | 0         | 11    |
| Bandera de Austria | Rudi Flögel      | Rapid Wien   | 7    | 4    | 0         | 11    |
| Bandera de Austria | Walter Seitl     | Rapid Wien   | 7    | 4    | 0         | 11    |
| Bandera de Uruguay | Julio Morales    | Austria Wien | 7    | 4    | 0         | 11    |

### Récords

#### Resultados

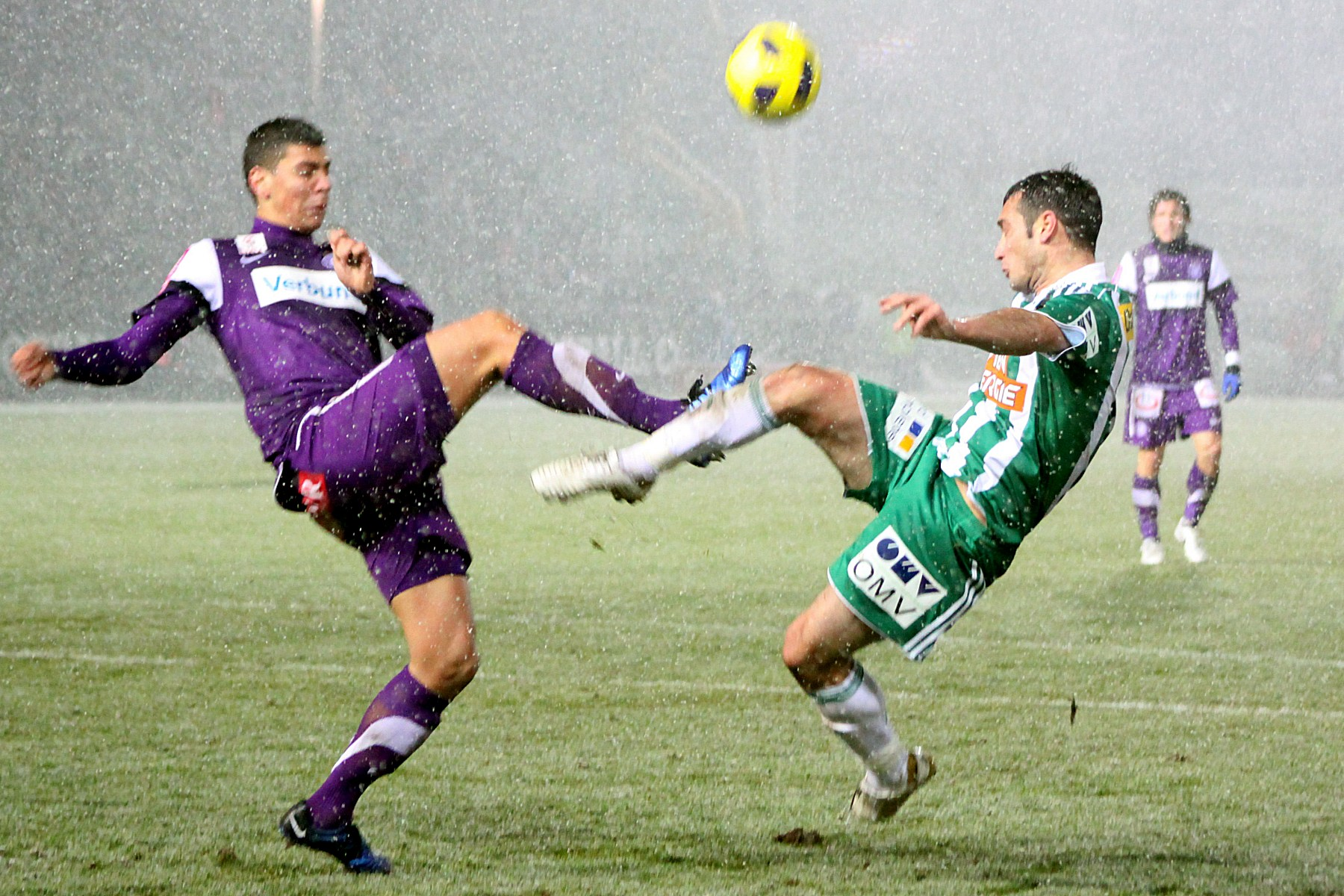
El FK Austria Wien (morado) y el SK Rapid Wien (verde y blanco) en un derbi vienés de 2010.

Victoria más amplia
| Dif. | Temporada | Local   | Resultado | Visitante |
| ---- | --------- | ------- | --------- | --------- |
| 9    | 1915/16   | Rapid   | 9 – 0     | Austria   |
| 9    | 1942/43   | Austria | 1 – 10    | Rapid     |
| 7    | 1939/40   | Rapid   | 9 – 2     | Austria   |
| 6    | 1969/70   | Rapid   | 0 – 6     | Austria   |
| 5    | 1917/18   | Rapid   | 6 – 1     | Austria   |
| 5    | 1925/26   | Rapid   | 0 – 5     | Austria   |
| 5    | 1936/37   | Austria | 5 – 0     | Rapid     |
| 5    | 1947/48   | Rapid   | 7 – 2     | Austria   |

Partidos con más goles
| Total goles | Temporada | Local   | Resultado | Visitante |
| ----------- | --------- | ------- | --------- | --------- |
| 12          | 1929/30   | Rapid   | 4 – 8     | Austria   |
| 12          | 1950/51   | Austria | 5 – 7     | Rapid     |
| 11          | 1939/40   | Rapid   | 9 – 2     | Austria   |
| 11          | 1942/43   | Austria | 1 – 10    | Rapid     |
| 10          | 1925/26   | Rapid   | 3 – 7     | Austria   |
| 9           | 1947/48   | Rapid   | 7 – 2     | Austria   |
| 9           | 1915/16   | Rapid   | 9 – 0     | Austria   |
| 9           | 1989/90   | Rapid   | 6 – 3     | Austria   |

#### Rachas
- Más victorias consecutivas del Rapid Viena: 11 partidos entre 1911 y 1917.
- Más victorias consecutivas del Austria Viena: 5 partidos entre 1987 y 1989.
- Más partidos invicto del Rapid Viena: 17 partidos, desde el 25 de mayo de 1996 al 9 de mayo de 2000 (incluyendo 10 victorias).
- Más partidos invicto del Austria Viena: 17 partidos, desde el 12 de agosto de 2001 al 6 de agosto de 2005 (incluyendo 6 victorias).